# کهن رزان
کهن رزان، روستایی از توابع بخش کشکوئیه شهرستان رفسنجان در استان کرمان ایران است.
مهمترین محصولات این روستا به ترتیب بادام، گردو، سیب، زردآلو، آلو، انگور، گلابی و گیلاس می‌باشد.
در این روستای سرسبز و خوش آب و هوا دامداری نیز رایج است.

## جمعیت
این روستا در دهستان راویز قرار دارد و براساس سرشماری مرکز آمار ایران در سال ۱۳۸۵، جمعیت آن ۱۷ نفر (۷خانوار) بوده‌است.